# Чагатај Улусој
Чатагај Улусој (тур. Çağatay Ulusoy; Истанбул, 23. септембар 1990) турски је глумац и модел.

## Биографија
Рођен је у Истанбулу 23. септембра 1990. 2010. победио је на такмичењу за најбољи модел Турске. Након средње школе уписао је студије шумарства на универзитету у Истанбулу, а паралелно је почео да узима и часове глуме. Прву улогу остварио је у филму „Anadolu kartallari”, а популарност је стекао улогом Емира у серији „Звала се Фериха”.

## Филмографија
| Година:    | Српски назив:   | Оригинални назив: | Улога:              | Жанр:     |
| ---------- | --------------- | ----------------- | ------------------- | --------- |
| 2018-      | /               |                   | Хакан Демир Мухафиз | ТВ серија |
| 2016-2017. | Инсајдер        |                   | Сарп Јилмаз         | ТВ серија |
| 2015.      | /               |                   | Бариш Ајаз          | филм      |
| 2013-2015. | /               |                   | Јаман Копер         | ТВ серија |
| 2011-2012. | Звала се Фериха |                   | Емир Сарафоглу      | ТВ серија |
| 2011.      | /               |                   | Ахмет ОнурКараско   | филм      |